# Bordetella pertussis
Bordetella pertussis (лат.) (бактерия Борде–Жангу, палочка коклюша, коклюшная палочка) — вид мелких неподвижных неспорообразующих аэробных грамотрицательных коккобацилл из рода бордетелл, вызывающий специфическое поражение эпителия бронхов, называемое коклюшем.
Bordetella pertussis морфологически и генетически весьма сходна с Bordetella parapertussis (паракоклюшной палочкой, палочкой паракоклюша), также вызывающей коклюшеподобное, но более лёгкое заболевание дыхательных путей у человека, называемое паракоклюшем. Определённое генетическое и морфологическое сходство имеется также с Bordetella bronchiseptica — микроорганизмом, вызывающем коклюшеподобное заболевание у других животных, но иногда поражающим также и человека.
Единственным известным носителем Bordetella pertussis в естественных условиях является человек, но в эксперименте удаётся заразить также низших приматов и мышей.
Ранее Bordetella pertussis называлась Haemophilus pertussis, однако более поздние исследования показали, что она не относится к роду Haemophilus ни по генетическим свойствам (что было показано анализом ДНК бактерии и невозможностью взаимной трансформации между B. pertussis и бактериями рода Haemophilus), ни морфологически, ни по культуральным свойствам. Эта бактерия, в отличие от бактерий рода Haemophilus, не нуждается для своего роста в обязательном наличии в культуральной среде так называемых факторов роста V и X.

## Микробиологические свойства
Bordetella pertussis весьма требовательна к условиям роста. Многие компоненты обычных питательных сред подавляют её рост. Подавляется её рост также в присутствии других, менее требовательных к питательной среде, «обычных» микроорганизмов типа стрептококков, поэтому для её выделения и культивирования нужны селективные среды с добавлением антибиотиков, подавляющих рост микробов-загрязнителей.
Для первичного выделения этого микроорганизма используют среду Борде–Жангу, казеиново-угольный агар (КУА) или бордетелагар. Для подавления роста сопутствующей микрофлоры возможно добавление в питательную среду пенициллина или одного из цефалоспоринов.
Бактерия неподвижна, оксидазоположительна, не вырабатывает уреазу, нитразу, не потребляет цитрат как единственный источник углерода. Образует характерные колонии типа «ртутной капли», которые крошатся при попытке снять их со среды.
Bordetella pertussis распространяется воздушно-капельным путем. Инкубационный период может варьироваться от 6 до 21 дня, но обычно составляет 6–10 дней.

## Лечение
Основным при коклюшной инфекции является общее поддерживающее лечение: тщательный уход за больным, устранение провоцирующих кашель факторов (таких как наличие дыма и других раздражающих веществ в воздухе), при необходимости — ингаляции увлажнённого кислорода, отсасывание слизи из дыхательных путей, обеспечение потребностей организма в калориях и поддержание водно-электролитного баланса.
Показано назначение бронхорасширяющих средств (в частности бета-адреностимуляторов), отхаркивающих и противокашлевых средств (кодеин и других), антигистаминных препаратов, седативных средств (транквилизаторов, небольших доз нейролептиков). При возникновении рвоты после кашля показано назначение противорвотных препаратов; особенно хорошо зарекомендовал себя в этом отношении обладающий также выраженными седативным, холинолитическим и антигистаминным, противокашлевым действиями хлорпромазин (аминазин).
При возникновении судорог у детей на фоне кашля и вызванной им гипоксии уместно применение противосудорожных средств, в частности диазепама, фенитоина.
При тяжёлом течении коклюша у детей может быть уместным кратковременное применение глюкокортикоидов.
Поскольку к моменту возникновения характерного для коклюша мучительного приступообразного кашля патологический процесс в бронхах полностью развёртывается и самоподдерживается уже в отсутствие микроорганизмов, назначение антибиотиков в этой стадии обычно не облегчает состояние больных. Тем не менее оно эффективно в ранней (катаральной) стадии коклюша (когда его течение напоминает обычный бронхит или ОРЗ) или при носительстве коклюшной палочки. Лечение антибиотиками также уменьшает частоту и тяжесть вторичных бактериальных инфекций, вызываемых нередко присоединяющимися гноеродными кокками, в частности стрептококками.
В лечении коклюша эффективны антибиотики группы макролидов, в частности эритромицин. Эффективны также тетрациклин и другие тетрациклины, левомицетин, однако из-за их токсичности для детей раннего возраста они не рекомендуются при коклюше у детей.
В США и некоторых других странах доступна гипериммунная противококлюшная кроличья сыворотка, однако её эффективность в лечении коклюша (влияние на сокращение продолжительности болезни или периода выделения возбудителя, или на тяжесть клинических проявлений болезни) не была убедительным образом показана в контролируемых исследованиях. Поэтому, а также по причине потенциальной возможности тяжёлых аллергических реакций на чужеродный белок вплоть до анафилактического шока, её применение в большинстве случаев не рекомендуется.

## Профилактика
Основной мерой профилактики коклюшной инфекции служит специфическая профилактическая вакцинация — адсорбированной коклюшно-дифтерийно-столбнячной вакциной Пентаксим или Инфанрикс. Неиммунизированным детям при контакте с больным вводят нормальный противококлюшный человеческий иммуноглобулин. 

## Последствия
Инфекция может привести к летальному исходу у младенцев. И может быть связана с выраженным лейкоцитозом, бронхопневмонией или рефрактерной лёгочной гипертензией, особенно у детей в возрасте до 4 месяцев. Наиболее частым осложнением, наблюдаемым у детей, является пневмония. Но у детей старшего возраста, подростков и взрослых обычно проявляется хроническим кашлем различной степени тяжести, сохраняющимся длительное время после излечения от инфекции. 